# Richtingsspectrum

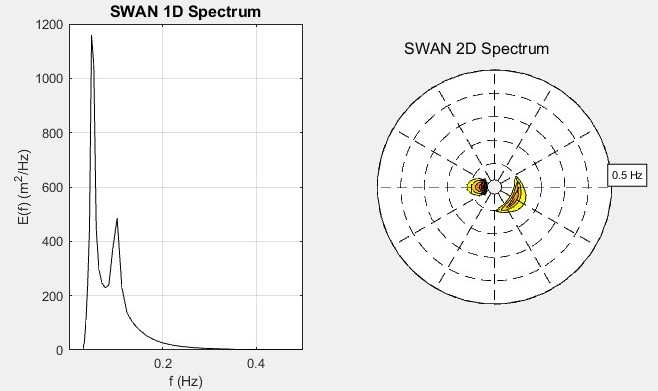
Voorbeeld van een richtingsspectrum

Een richtingsspectrum of golfrichtingsspectrum is de verdeling van de totale energie van een golfveld over de verschillende frequenties en richtingen. Het is een uitbreiding van het eendimensionale golfspectrum. Bij het richtingsspectrum wordt expliciet ook de richting van de energie weergegeven. Dit is met name relevant voor het effect van golven op constructies.
Het nevenstaande voorbeeld toont het spectrum van een situatie van twee gelijktijdig optredende golfvelden. Dit spectrum is samengesteld uit twee golfvelden: één met significante golfhoogte {\displaystyle H_{s}=1{,}5} m uit het zuiden en een richtingsspreiding van 15°, en één met {\displaystyle H_{s}=4} m uit het NE (330°) en een richtingsspreiding van 30° (links het energiedichtheidsspectrum en rechts het richtingsspectrum).